# Longone al Segrino
Longone al Segrino (lombardul: Longon) település Olaszországban, Lombardia régióban, Como megyében. Lakosainak száma 1942 fő (2023. január 1.). Longone al Segrino Canzo, Erba, Eupilio és Proserpio községekkel határos.

## Népesség
A település lakossága az elmúlt években az alábbi módon változott:
| Lakosok száma | 1889 | 1900 | 1942 |
|               | 2017 | 2018 | 2023 |